# Национальная галерея Косова
Национальная галерея Косова (алб. Galeria Kombëtare e Arteve e Kosovës, серб. Национална галерија Косова) — художественная галерея, расположенная в университетском городке Приштины непосредственно за Национальной библиотекой Косова. Основана в феврале 1979 года. Названа в честь одного из самых известных косовских мусульманских художников Муслима Муллики.
Это крупнейшее учреждение в области изобразительных искусств в Республике Косово. Галерея предоставляет выставочное пространство для различных выставок местных и иностранных художников. Публикует книги, каталоги, и брошюры.

## История

### Здание галереи
Здание национальной художественной галереи Косова было построена примерно в 1935 году как военные казармы Югославской армии. В 1955—1981 годах там размещалась библиотека. В 1982—1983 годах помещение было переоборудовано в выставочный зал Революционного музея архитектором Агушем Бекири. В 1995 году там разместилась нынешняя художественная галерея.
Фасад здания отделан камнем из окрестностей города Печ.

### Основание
Национальная художественная галерея Косова была основана в 1979 году как культурное учреждение для экспонирования произведений изобразительного искусства, а также для сбора и хранения ценных произведений искусства. Она была названа в честь одного из самых выдающихся косовских художников Муслима Муллики. Галерея была создана в связи с необходимостью визуальной демонстрации косовской культуры.
В течение десяти послевоенных лет Национальная художественная галерея Косова организовала более 200 коллективных и индивидуальных выставок как национальных, так и иностранных художников. С 2013 года директором галереи является Арта Агани.

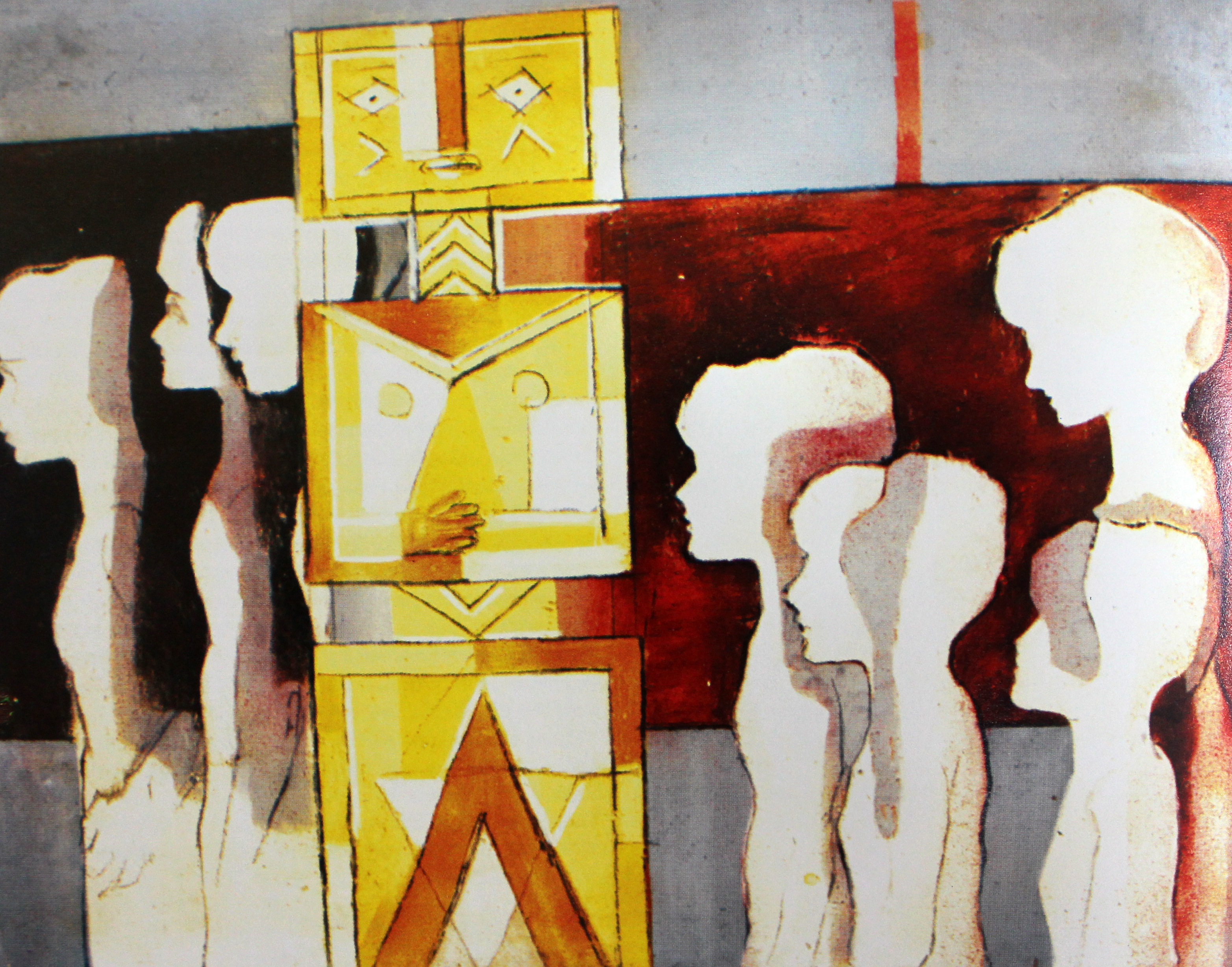
Ибрагим Кодра, Seeking new idols, 1968 oil on canvas, 80 × 100 cm
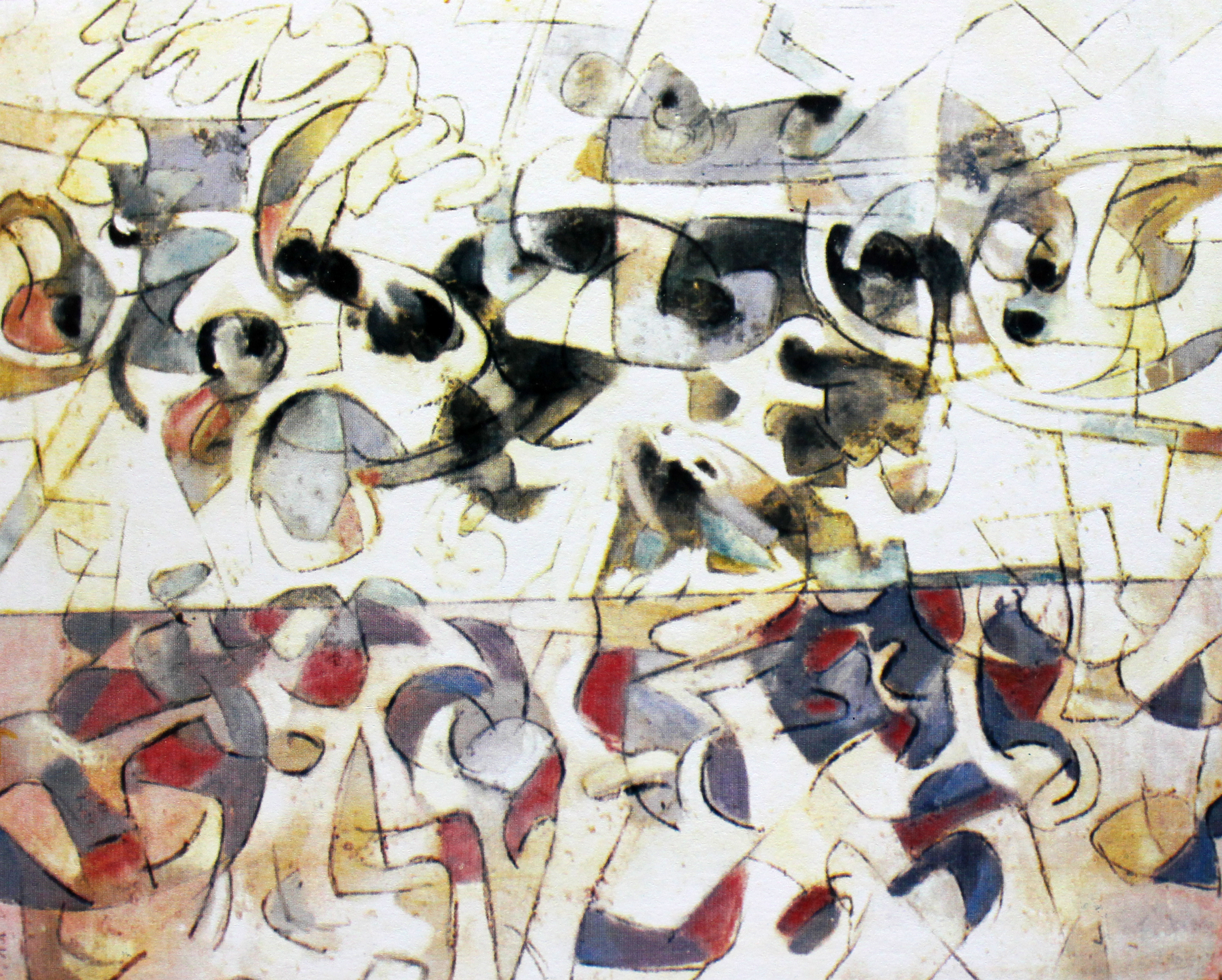
Ибрагим Кодра, The sea, 1968 oil on canvas, 80x100 cm
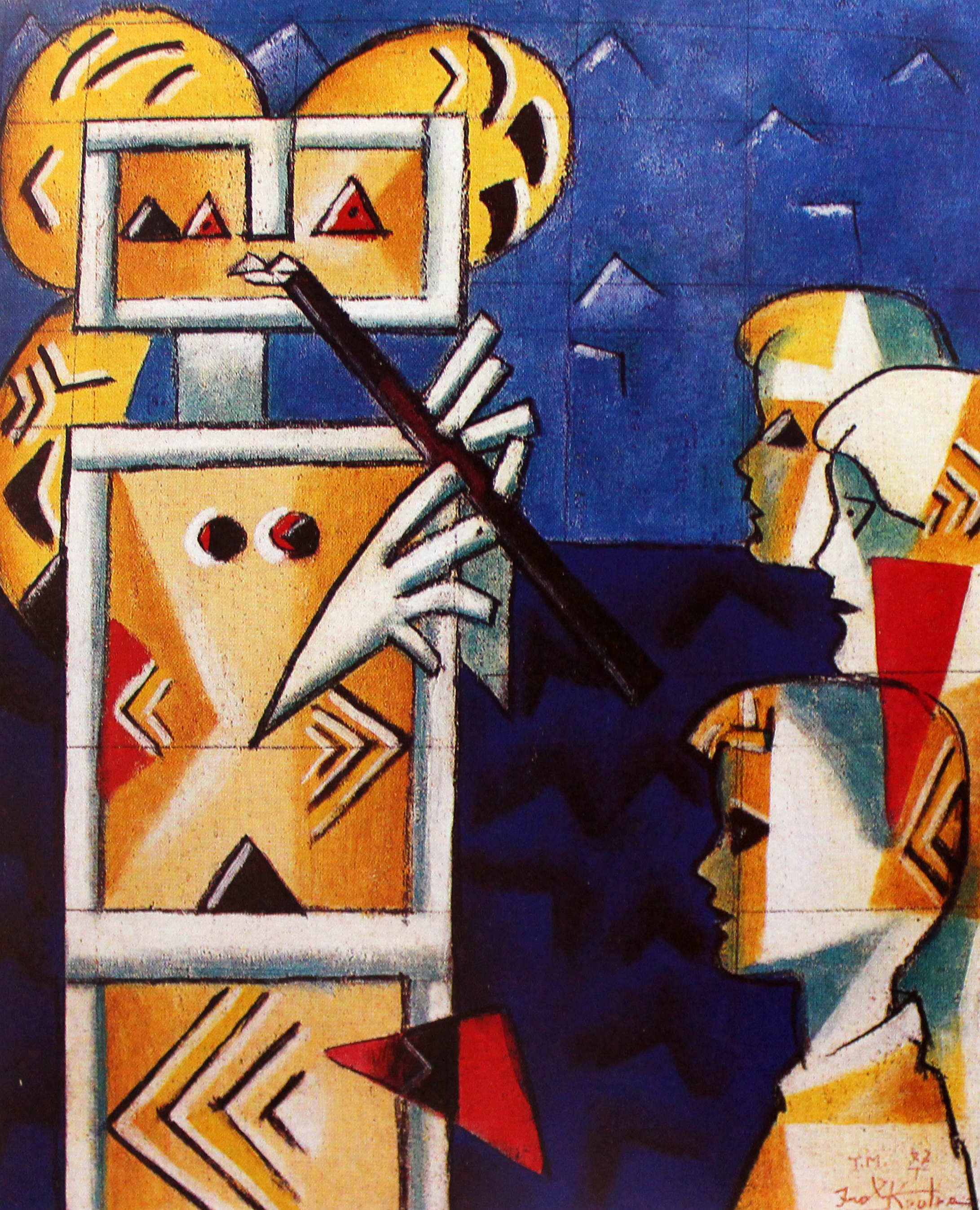
Ибрагим Кодра, Music lesson, 1997 oil on canvas, 80x100 cm
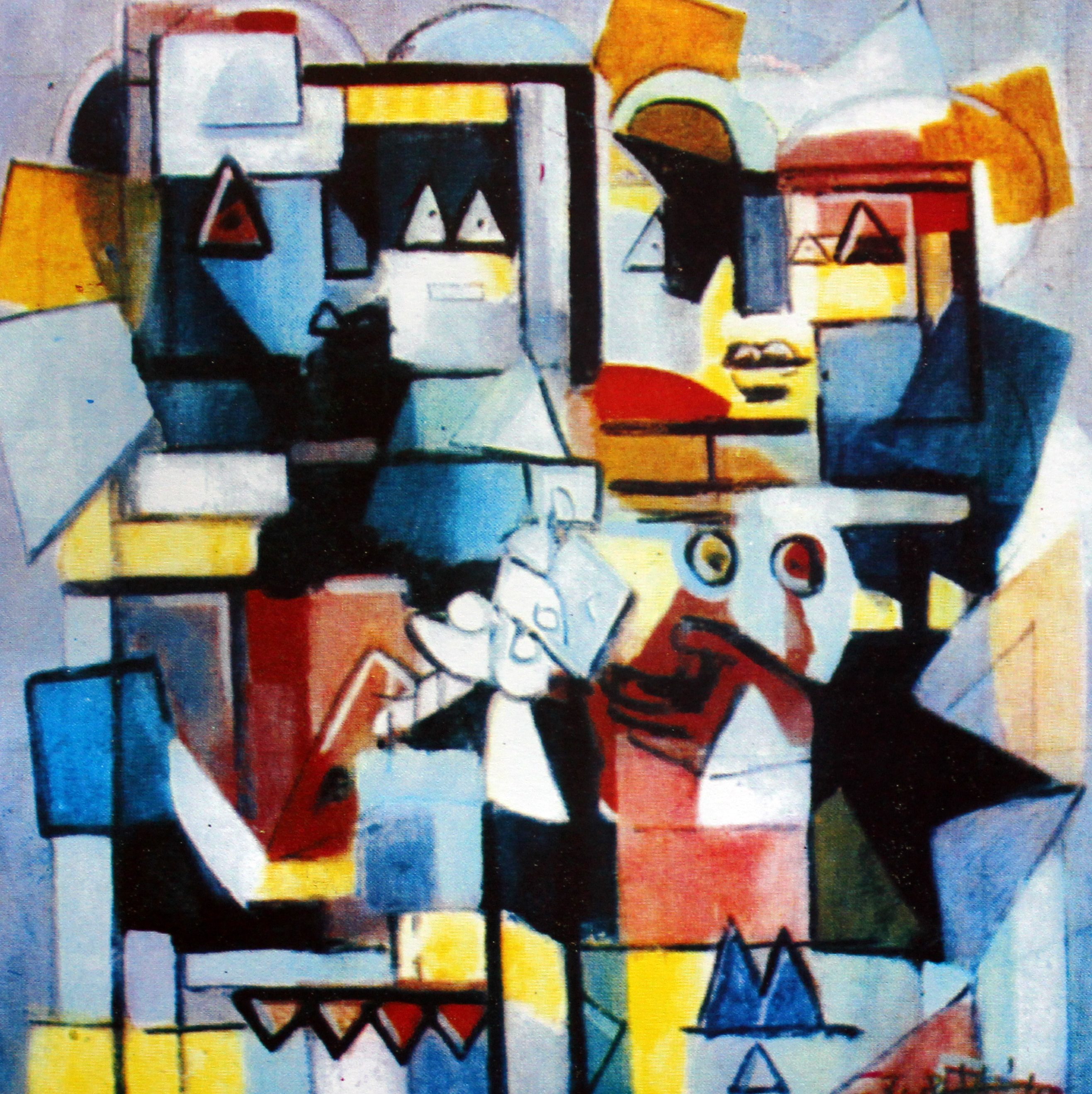
Ибрагим Кодра, The date, 1987 oil on canvas, 80x100 cm
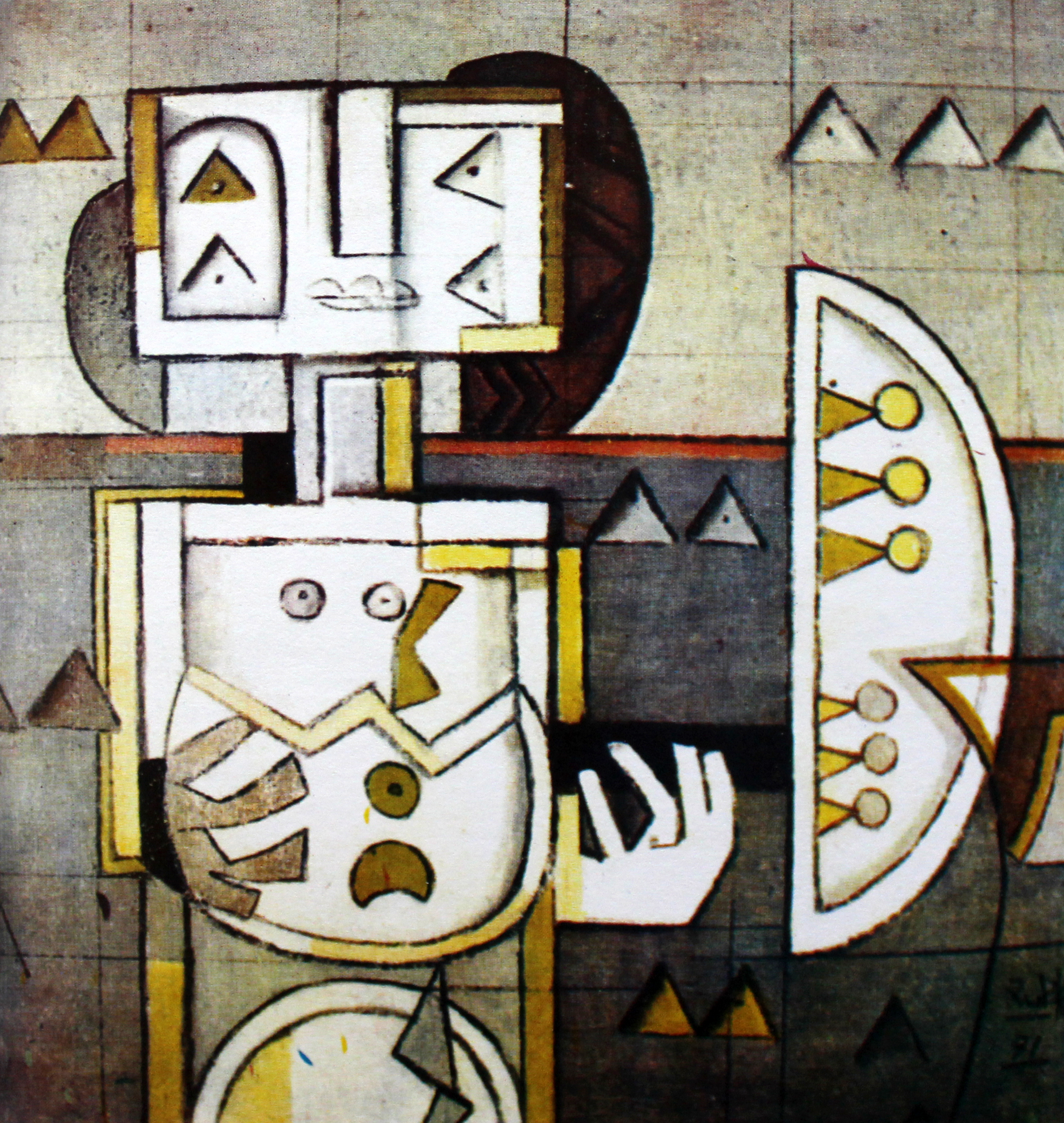
Ибрагим Кодра, The birth of the idol, 1971 oil on canvas, 80x100 cm
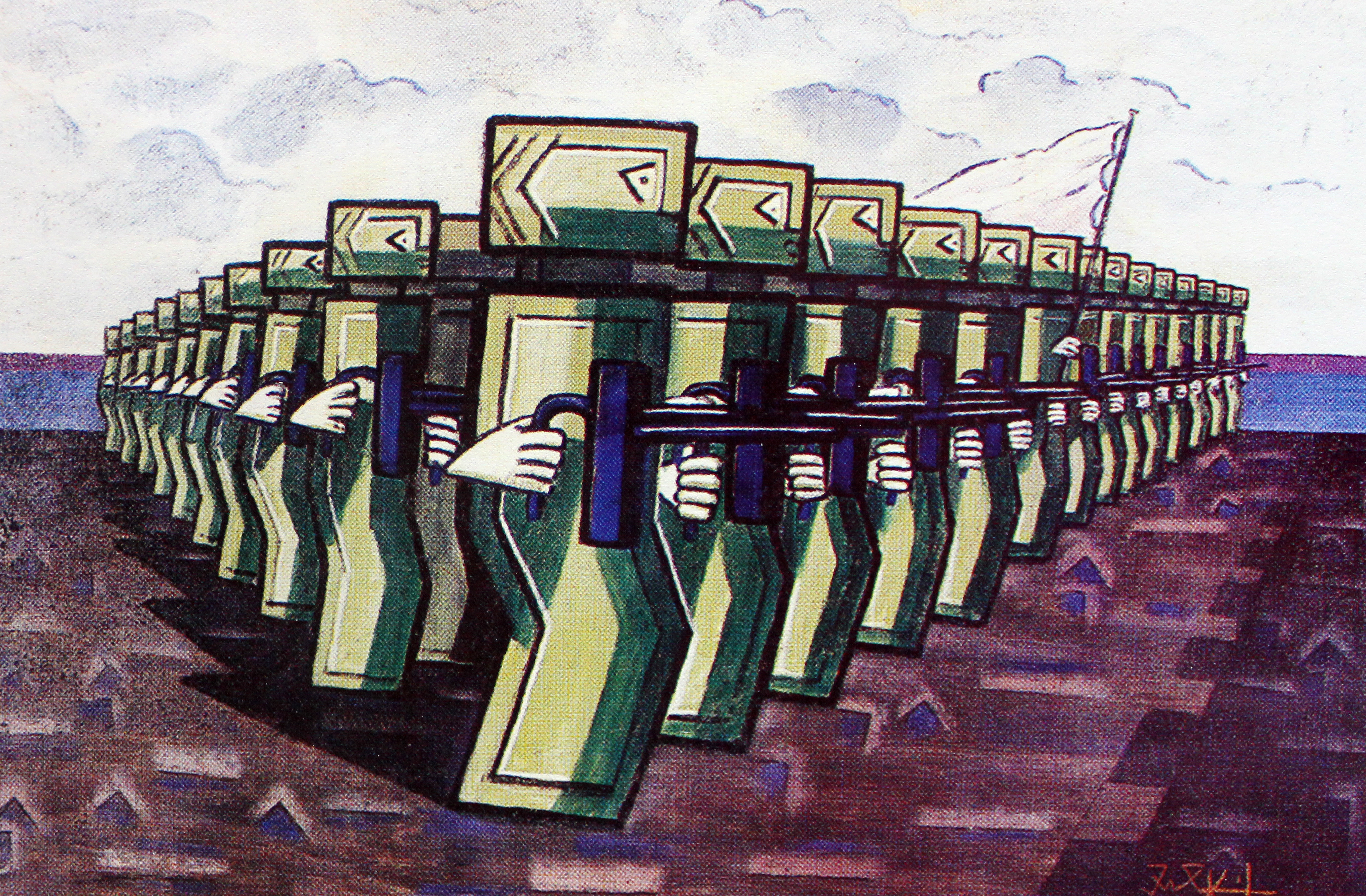
Ибрагим Кодра, The war for peace, 1977 oil on canvas, 80x100 cm
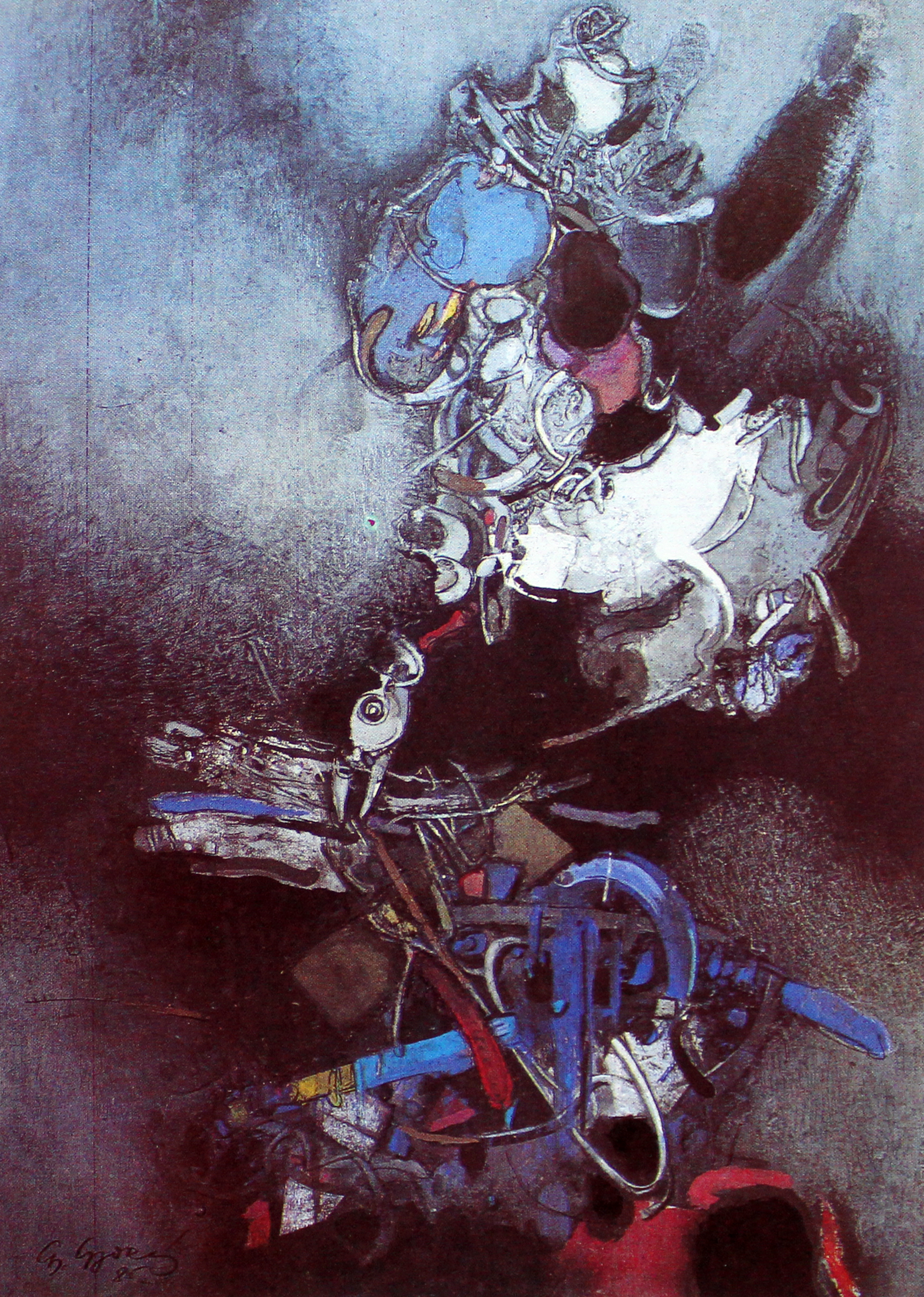
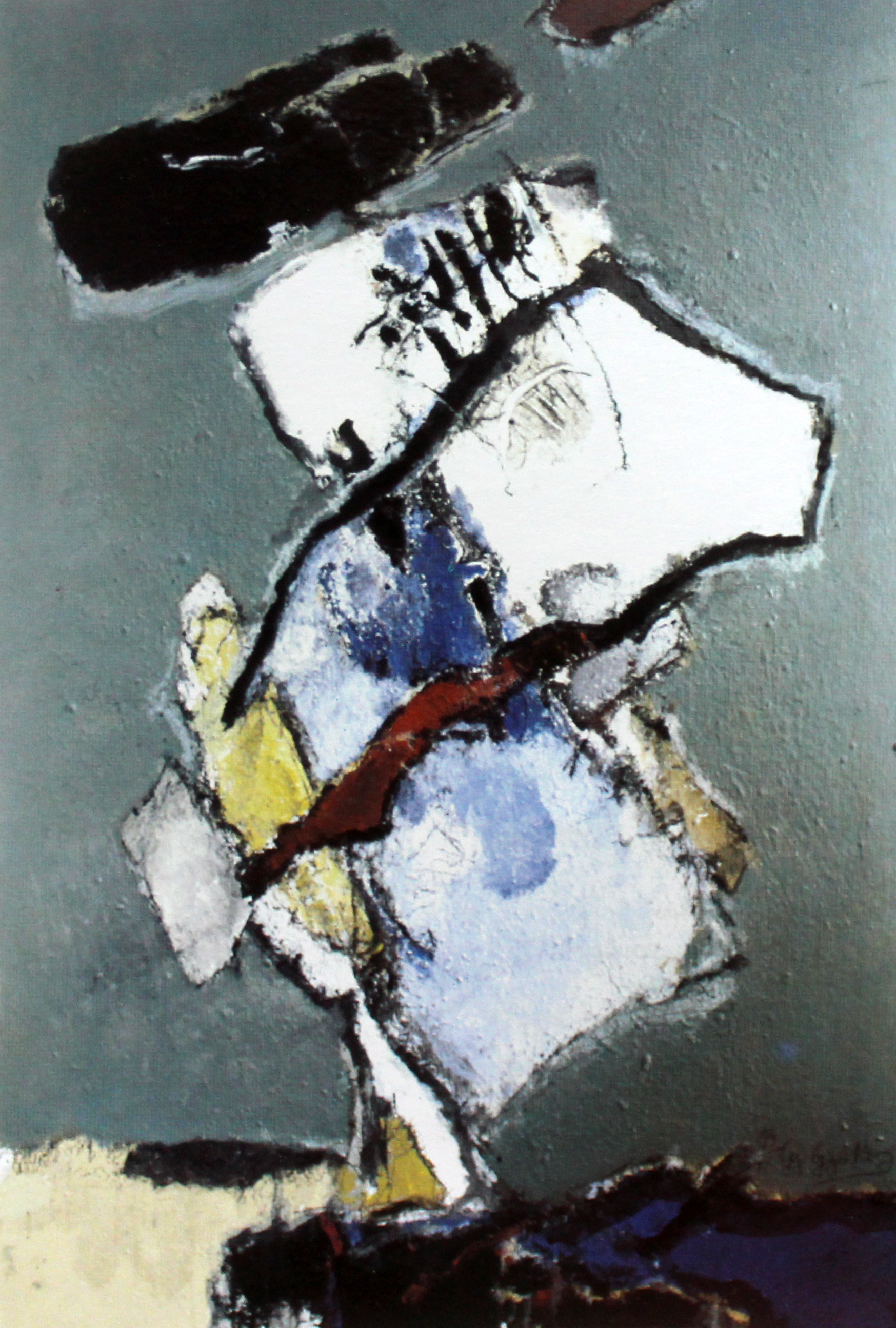
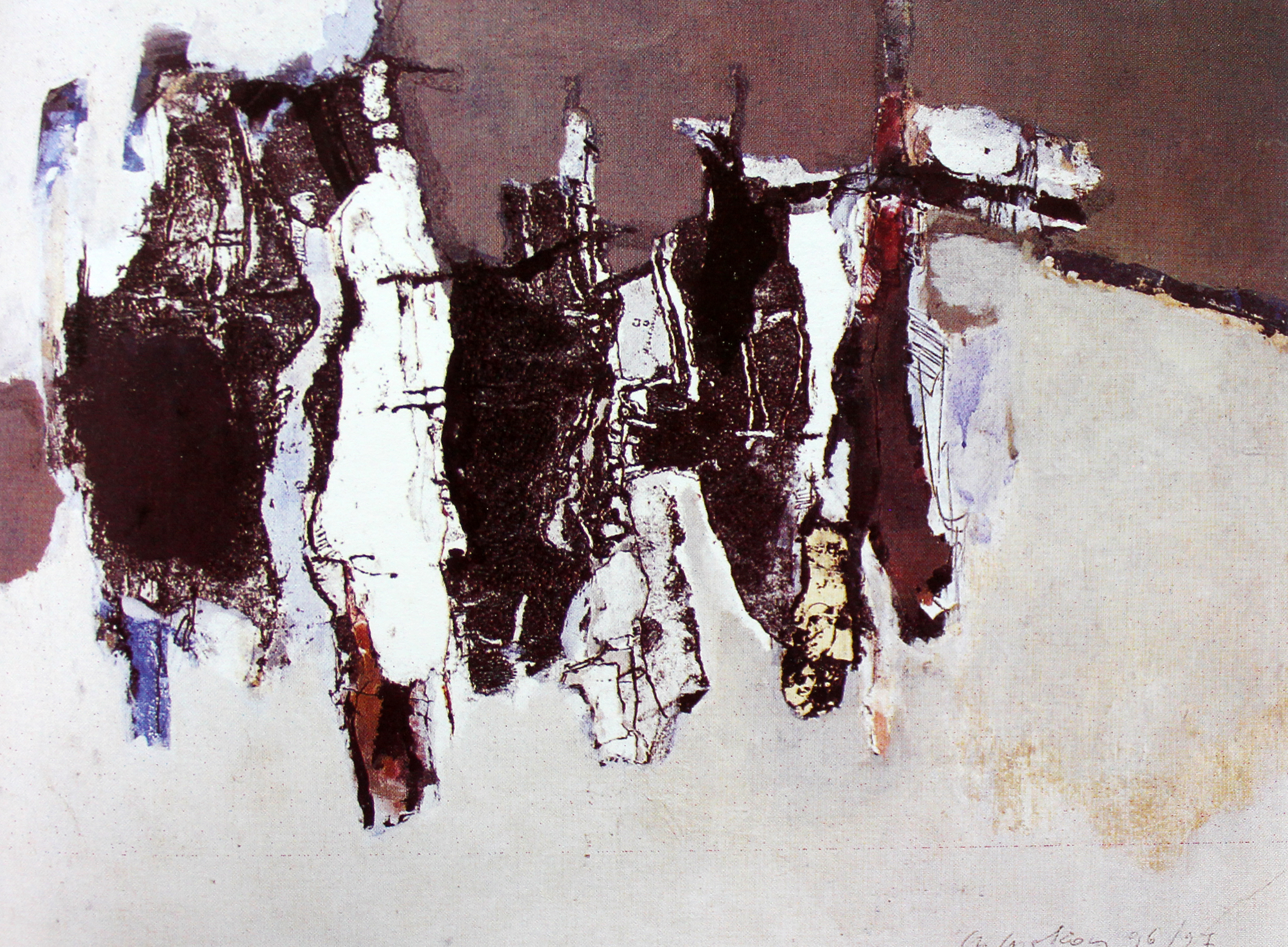
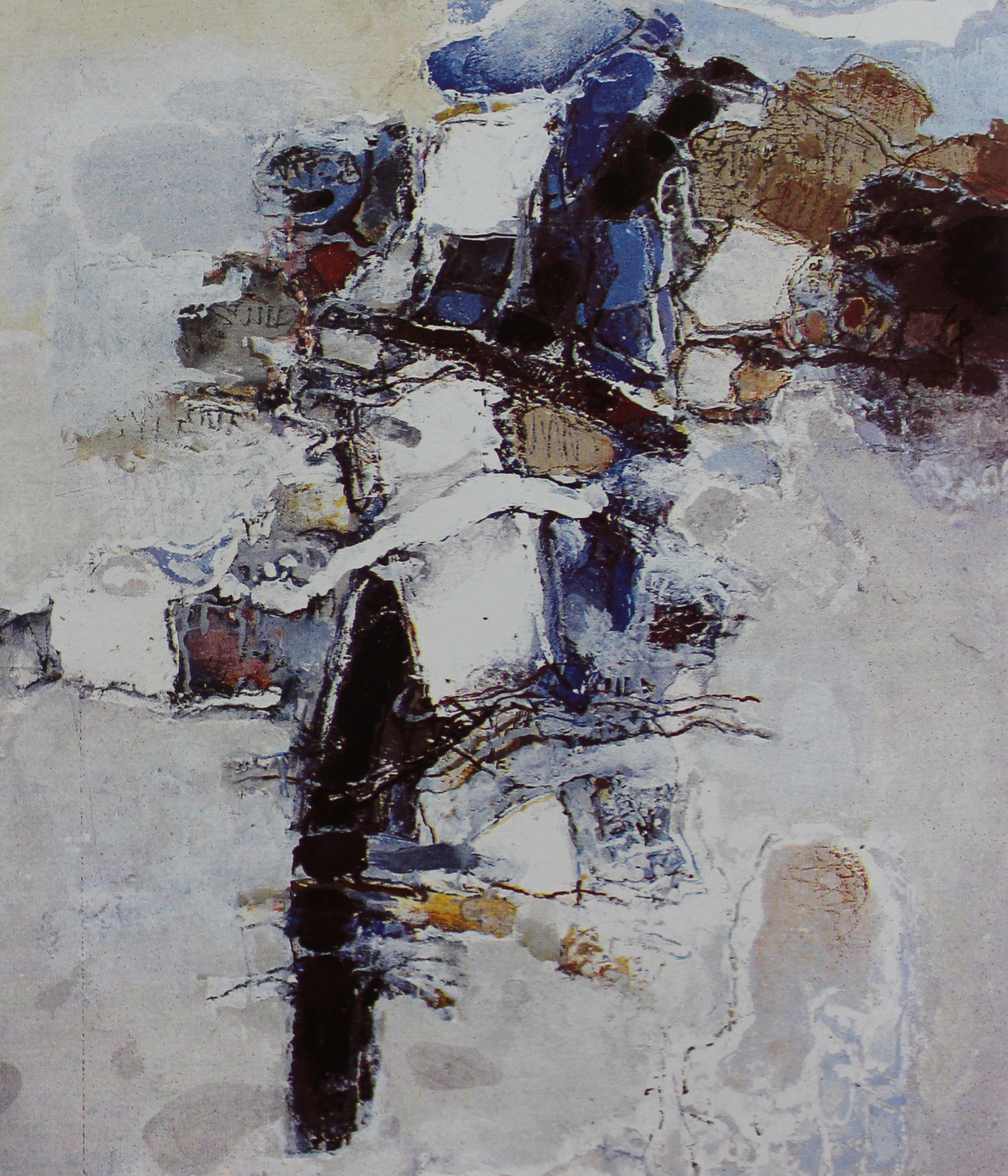

## Сотрудничество
В результате сотрудничества между Министерством культуры, молодёжи и спорта Приштины, которое является ответственным за галерею, и международными организациями, галерея принимала многочисленных гостей из Албании и других соседних государств.
Национальная художественная галерея Косова наладило сотрудничество со следующими организациями:
- Национальная галерея изобразительных искусств Албании[7][8]
- Европейский парламент культуры[9][10]
- Международный совет музеев[11][12]
- Павильон Венецианской биеннале[13][14][15][16][17][18]
- Посольство Республики Косово в Вашингтоне